# Johnnie Lee Higgins
Johnnie Lee Higgins (Sweeny, 8 settembre 1983) è un giocatore di football americano statunitense che attualmente è free agent. È al sesto posto nella storia degli Oakland Raiders per il maggior numero di ritorni su punt. È il cugino di Quentin Jammer, cornerback dei San Diego Chargers.

## Carriera universitaria
Al college, Higgins giocò con i Texas-El Paso Miners, squadra rappresentativa dell'Università di Texas-El Paso.

## Carriera professionistica

### Oakland Raiders
Al draft NFL 2007 è stato selezionato dagli Oakland Raiders come 99a scelta. Ha debuttato il 9 settembre contro i Detroit Lions indossando la maglia numero 15. È stato impiegato soprattutto come ritornatore.
Nella stagione successiva grazie a ben 3 ritorni con touchdown su punt a fine anno è stato scelto come miglior ritornatore su punt della NFL. Con il passare del tempo è stato impiegato maggiormente come wide receiver.

### Philadelphia Eagles
Higgins firmò un contratto annuale coi Philadelphia Eagles il 29 luglio 2011. Il 3 settembre fu svincolato, rimanendo inattivo per tutta la stagione 2011.

## Statistiche
Stagione regolare
| Stagione | Squadra         | PG | PT | R  | YR  | TR | RF | C | YC | KR | YK  | FK | PR | YP  | TP | FRC | FP | TT | T | TA | FT | FP | FR | YF | FT |
| -------- | --------------- | -- | -- | -- | --- | -- | -- | - | -- | -- | --- | -- | -- | --- | -- | --- | -- | -- | - | -- | -- | -- | -- | -- | -- |
| 2007     | Oakland Raiders | 16 | 2  | 6  | 47  | 0  | 0  | 2 | 3  | 0  | 0   | 0  | 20 | 103 | 0  | 6   | 4  | 5  | 5 | 0  | 4  | 2  | 0  | 0  | 1  |
| 2008     | Oakland Raiders | 16 | 3  | 22 | 366 | 4  | 0  | 3 | 34 | 36 | 842 | 1  | 44 | 570 | 3  | 12  | 0  | 3  | 3 | 0  | 1  | 1  | 1  | -3 | 0  |
| 2009     | Oakland Raiders | 15 | 5  | 19 | 263 | 0  | 0  | 2 | 21 | 0  | 0   | 0  | 34 | 177 | 0  | 21  | 4  | 2  | 2 | 0  | 1  | 1  | 0  | 0  | 2  |
| 2010     | Oakland Raiders | 13 | 1  | 10 | 103 | 0  | 0  | 0 | 0  | 0  | 0   | 0  | 17 | 123 | 0  | 4   | 0  | 2  | 2 | 0  | 0  | 0  | 1  | 0  | 0  |

Legenda: PG=Partite giocate PT=Partite da titolare R=Ricezioni YR=Yard su ricezione TR=Touchdown su ricezione RF=Fumble su ricezione C=Corse YC=Yard su corse KR=kickoff ritornati YK=Yard su kick off FK=Fumble su kick off PR=Punt ritornati YP=Yard su punt TP=Touchdown su punt FRC=Faircatch FP=Fumble su punt TT=Tackle T=Tackle TA=Tackle assistito FT=Fumble totali FP=Fumble persi FR=Fumble recuperati YF=Yard su fumble FT=Fumble terminati fuori dal campo di gioco.

## Vittorie e premi
(1) First-Team All-Pro (2008)